# Clifford Burgess
Clifford Peter „Cliff“ Burgess (* 1957 in Manitoba) ist ein kanadischer theoretischer Physiker.
Burgess studierte ab 1976 Physik und Angewandte Mathematik an der University of Waterloo mit dem Bachelor-Abschluss 1980 und wurde 1985 an der University of Texas at Austin bei Steven Weinberg promoviert.  1987 bis 2005 war er Professor an der McGill University (ab 2003 James McGill Professor) und ab 2005 ist er Professor an der McMaster University. Außerdem ist er seit 2004 Mitglied am Perimeter Institute.
Er befasst sich mit Astroteilchenphysik, Quantengravitation und Kosmologie (dunkle Materie, dunkle Energie, primordiale Fluktuationen) und wendet Ideen der Stringtheorie (Extradimensionen, Brane) und effektiver Quantenfeldtheorien in der Kosmologie an.
1998/99 war er Gastprofessor an der Universität Barcelona, 1993/94 an der Universität Neuchatel. 1985 bis 1987 und  2000/2001 war er am Institute for Advanced Study. 2007/07 und 2014/15 war er in der CERN Theory Division.
2005 bis 2007 war er Killam Research Fellow. 2008 wurde er Mitglied der Royal Society of Canada. 2010 erhielt er den CAP-CRM Prize.

## Schriften (Auswahl)
- Supersymmetry and Supergravity, in: Encyclopedia of Physics, VCH, 1991, 2004
- Goldstone and Pseudo-Goldstone Bosons in Nuclear, Particle and Condensed-Matter Physics, Physics Reports, Band 330, 2000, S. 193–201, Arxiv
- mit M. Pospelov, T. ter Veldhuis: The minimal model of nonbaryonic dark matter: a singlet scalar, Nucl. Phys. B, Band 619, 2001, S. 709–728
- mit F. Quevedo u. a.: The inflationary brane-antibrane universe, Journal of High Energy Physics, 2001, Heft 7, 047
- mit Renata Kallosh, F. Quevedo: De Sitter string vacua from supersymmetric D-terms, Journal of High Energy Physics, 2003, Heft 10, S. 056, Arxiv
- mit Y. Aghababaie, F. Quevedo, S. L. Parameswaran: Towards a naturally small cosmological constant from branes in 6D supergravity, Nucl. Phys. B, Band 680, 2004, S. 389–414, Arxiv
- Quantum Gravity in Everyday Life: General Relativity as an Effective Field Theory, Living Reviews in Relativity, 2004, Arxiv
- mit J. J. Blanco-Pillado u. a.: Racetrack Inflation, Journal of High Energy Physics 2004, Nr. 11, S. 063
- Quantum Gravity Precision Tests, in D. Oriti: Towards Quantum Gravity, Cambridge UP 2006, Arxiv
- mit F. Quevedo: The great cosmic roller-coaster ride, Scientific American, November 2007
- Introduction to effective field theory, Annual Reviews of Nuclear and Particle Science, Band 57, 2007, S. 140508
- mit Guy D. Moore: The Standard Model. A Primer, Cambridge UP 2007
- Introduction to effective field theories in inflation, Les Houches Lectures 2017, Arxiv
- mit Liam McAllister; Highlights in String Cosmology, Classical and Quantum Gravity, Band 28, 2011, S. 204002, Arxiv
- The Cosmological Constant Problem: Why it is Hard to get Dark Energy from Micro-Physics, Les Houches Lectures 2013, Arxiv
- Introduction to effective field theories in inflation, Les Houches Lectures 2017, Arxiv